# Habib Habibou
Mahamadou Habib Habibou (* 16. April 1987 in Bria, Zentralafrikanische Republik) ist ein zentralafrikanisch-französischer ehemaliger Fußballspieler auf der Position eines Stürmers.

## Leben und Karriere

### Karrierebeginn und erste Schritte im Profifußball
Habibou wurde im Jahre 1987 in Bria, der Hauptstadt von Haute-Kotto, einer der 14 Präfekturen der Zentralafrikanischen Republik, geboren und kam noch in jungen Jahren mit seiner Familie nach Frankreich. Dort spielte er von 1998 bis 2000 in der Jugend des Provinzklubs CO Vincennois, wo er zusammen mit dem späteren französischen Internationalen Blaise Matuidi agierte und unter anderem auch der spätere algerische Teamspieler Yacine Brahimi von 2000 bis 2004 im Einsatz war. 2000 wurde der Stürmer, der später auch die französische Staatsangehörigkeit erhielt, vom INF Clairefontaine aufgenommen und wechselte von dort nach einem Jahr in die Nachwuchsabteilung von Paris Saint-Germain, in der er bis 2005 sämtliche Jugendspielklassen durchlief. In diesem Jahr folgte schließlich ein Wechsel in den Nachbarstaat Belgien, wo er in der Jugendabteilung von Sporting Charleroi aufgenommen und nach nur einem Jahr in die Profimannschaft der Les Zèbres hochgezogen wurde. Sein Profiligadebüt gab Habibou dabei am 29. Juli 2006 beim 0:0-Heimremis gegen den Lierse SK, als er in der 73. Spielminute für den Brasilianer Orlando dos Santos Costa auf den Rasen kam. Bis zur Winterpause im Dezember 2006 wurde der als Stürmer ausgebildete Zentralafrikaner in insgesamt sieben Erstligapartien eingesetzt und kam für die restliche Spielzeit als Leihspieler zum AFC Tubize in die belgische Zweitklassigkeit. Dort war er als Torschütze sehr erfolgreich und brachte es bei 13 Ligaeinsätzen auf insgesamt zehn erzielte Tore. Mit der Mannschaft konnte er allerdings nur einen Platz im Tabellenmittelfeld erreichen; Sporting Charleroi erreichte im Endklassement der Ersten Division einen fünften Tabellenplatz. Nach seiner Rückkehr zu seinem angestammten Klub war er dort erneut bis zur Winterpause im Dezember im Einsatz; danach wurde der großgewachsene Angriffsspieler bereits zum wiederholten Male verliehen. Diesmal ging die Reise nach Rumänien, wo er beim Hauptstadtklub Steaua Bukarest einen Leihvertrag für eine halbe Saison erhielt. Während er in Charleroi bei zehn Ligaeinsätzen zu zwei Toren kam und die Mannschaft im Endklassement auf einen neuerlichen Platz im Tabellenmittelfeld brachte, erzielte er in Bukarest aus acht Meisterschaftspartien einen Treffer und wurde mit dem Team mit nur einem Punkt Rückstand auf CFR Cluj Vizemeister der höchsten rumänischen Fußballliga.

### Durchbruch nach Leihstationen
Nachdem Habibou seine Rückkehr aus dem ehemaligen Ostblock angetreten hatte, wurde er ab der Saison 2008/09 Stammspieler von Sporting Charleroi. So konnte Einsätze in 30 von 34 möglich gewesenen Ligapartien verzeichnen und war mit neun Treffern auch bester Torschütze seiner Mannschaft; trotzdem reichte es in der Endtabelle nur für den 12. Rang für die Les Zèbres. Zwei Partien fiel er in dieser Saison aufgrund eines Muskelfasereinrisses aus. In der nachfolgenden Spielzeit 2009/10 konnte er an seine Leistungen der vorhergegangenen Saison nicht mehr anschließen und brachte es über die gesamte Spielzeit auf 18 Einsätze, fünf Tore, sowie drei Vorlagen und war damit hinter dem Franzosen Cyril Théréau mit zwölf Toren nur zweitbester Torschütze seines Teams. Über die gesamte Saison hinweg konnte sich der Zentralafrikaner mit seiner Mannschaft nicht aus dem hinteren Tabellenfeld lösen, schrammte nur knapp an einem Abstieg in die Zweitklassigkeit vorbei und beendete die Spielzeit auf dem 13. Tabellenrang. Auch im Play-off, in dem Habibou in drei von sechs Spielen seiner Mannschaft zum Einsatz kam, erreichte das Team nur den vierten und damit letzten Platz in seiner Gruppe.

### Wechsel zu Zulte Waregem
Im Sommer 2010 folgte schließlich Habib Habibous Wechsel zum Ligakonkurrenten, dem SV Zulte Waregem; über eine mögliche Ablösesumme ist nichts bekannt. In der Saison 2010/11 absolvierte er 25 von 30 möglich gewesenen Ligaspielen und war dabei zehn Mal als Torschütze erfolgreich und gab sechs Torvorlagen. Damit war er zum wiederholten Male offensiv stärkster Spieler seiner Mannschaft. Während er mit Zulte Waregem im Endklassement auf den elften Tabellenplatz kam, musste sein voriger Stammklub aus Charleroi als Tabellenletzter und Verlierer der anschließenden Relegation den Weg in die belgische Zweitklassigkeit antreten. In der Play-off-Phase der Saison 2010/11 wurde Habibou in allen sechs Partien seines Teams eingesetzt, wobei er mit zwei Toren und einer Torvorlage auch sein Offensivtalent unter Beweis stellte. In weiten Teilen der Spielzeit 2011/12 fiel der gebürtige Zentralafrikaner mit französischem Pass verletzungsbedingt aus. So kam er erst ab der 8. Spielrunde zum Einsatz, musste aber bereits nach fünf Ligaauftritten zurückstecken und fiel bis einschließlich der 19. Runde aus. Während dieser Zeit absolvierte er im Winter 2011 ein Probetraining bei Brighton & Hove Albion, mit dem es, obwohl er positiv aufgefallen war, doch zu keiner Übereinkunft kam und Habibou weiterhin bei Zulte Waregem blieb. Nachdem er ab Mitte Januar wieder zurückgekehrt war, viel er zum Saisonende hin noch für zwei weitere Partien aus und kam somit bis zum Saisonende auf lediglich 14 Ligaeinsätze, in denen er zwei Tore erzielte und ein weiteres für seinen Teamkollegen Teddy Chevalier vorbereitete. Mit der Mannschaft fand er sich schlussendlich im hinteren Tabellenviertel wieder.
2012/13 verlief für Habibou von der Einsatzzahl her ähnlich wie die vorhergegangene Spielzeit. Bei 14 Einsätzen, die er bis zur 24. Runde absolvierte, konnte er erneut von seiner Offensivstärke zeigen, da er sechs Tore erzielte und weitere drei für seine Mannschaftskameraden vorbereitete. Erwähnenswert ist auch der 4:1-Auswärtserfolg über den Lierse SK am 29. September 2012, bei dem der Stürmer an vier Treffern seines Teams beteiligt war, dabei drei Tore erzielte und die Vorarbeit zu Franck Berriers Treffer leistete. Anfang Februar 2013 folgte für den 1,92 m großen Angriffsspieler ein leihweiser Wechsel nach England, wo er beim Zweitligisten Leeds United einen Vertrag für ein halbes Jahr mit der Option auf einen fixen Wechsel nach Ablauf der Leihzeit unterschrieb. Bereits im Januar desselben Jahres wurde davon berichtet, dass Habibou mit diversen englischen Klubs in Kontakt stünde, darunter neben Leeds United auch die Queens Park Rangers, bei denen Harry Redknapp seine Begeisterung für den 25-jährigen Stürmer aussprach. Nachdem er am 26. Januar 2013 noch für die Belgier spielte, absolvierte er exakt eine Woche später bereits sein erstes Ligaspiel für die The Peacocks, als er bei 0:1-Heimpleite gegen Cardiff City ab der 73. Minute für El Hadji Diouf auf den Rasen kam. Bis Mitte März brachte es Habib Habibou auf insgesamt vier Meisterschaftseinsätze für Leeds United und wurde danach bis zum Saisonende vorwiegend im Reserveteam des Klubs eingesetzt, saß aber in den meisten Partien noch auf der Ersatzbank der Profimannschaft. Zu einer Vertragsunterbreitung und einer permanenten Bindung an den Klub kam es nach Ablauf der Leihzeit nicht. Mit Leeds United schaffte er einen Platz im Tabellenmittelfeld; mit seinem angestammten Klub, dem SV Zulte Waregem, schaffte er gar den Vizemeistertitel hinter dem RSC Anderlecht und die damit verbundene Teilnahme an der 3. Qualifikationsrunde zur UEFA Champions League 2013/14. In diesem Wettbewerb nahm der Rechtsfuß in beiden Partien seines Teams teil und schied dabei noch vorzeitig mit einem Gesamtscore von 0:5 gegen die PSV Eindhoven aus den Niederlanden aus.

### Von Waregem nach Gent
Aufgrund der dortigen Niederlagen nahmen die Verlierer der 3. Qualifikationsrunde zur Champions League an der Play-off-Phase zur Europa League 2013/14 teil. Mit einem Gesamtscore von 3:2 schaffte es die Mannschaft in die anschließende Gruppenphase, wo sie schließlich als Gruppendritter der Gruppe D vom laufenden Bewerb ausschied. Habibou wurde dabei in sechs von acht Spielen seiner Mannschaft eingesetzt und erzielte dabei beim wichtigen 2:1-Sieg im Play-off-Rückspiel gegen APOEL Nikosia den Führungstreffer für sein Team. In der Liga avancierte der abwechselnd als Mittelstürmer und Linksaußen eingesetzte Zentralafrikaner wieder zur Stammkraft und kam so für Zulte Waregem auf eine Bilanz von 17 Ligaeinsätzen, in denen er neun  Tore erzielte und vier Torvorlagen machte. Damit war er zusammen mit Thorgan Hazard, der über 29 Ligaeinsätze auf dieselbe Anzahl an erzielten Toren kam, der erfolgreichste Torschütze seiner Mannschaft. Im Dezember noch für den SV Zulte Waregem im Einsatz, wechselte der offensiv starke Rechtsfuß zum neuen Jahr innerhalb der belgischen Erstklassigkeit für eine kolportierte Ablösesumme von 1,6 Millionen Euro zur KAA Gent, bei der er einen Dreieinhalbjahresvertrag bis zum 30. Juni 2017 unterschrieb. Beim Klub aus Ostflandern absolvierte er am 18. Januar 2014 bei der 0:1-Heimniederlage gegen den KV Kortrijk seine erste offizielle Partie und war dabei bereits über die volle Spieldauer im Einsatz. Bis zum Saisonende schaffte er es schließlich auf neun Ligaeinsätze, in denen er vier Treffer erzielte, darunter ein Hattrick gegen Cercle Brügge am 8. März 2014, wovon eines sogar zum „Tor der Woche“ gewählt wurde. Des Weiteren kam er auch zu einer Torvorlage im Ligageschehen der KAA Gent, bei der er ausschließlich als Mittelstürmer eingesetzt wird. Während Zulte Waregem in der Endtabelle den vierten Platz erreichte, schaffte der gebürtige Zentralafrikaner mit seiner Mannschaft den siebten Platz. Im anschließenden Play-off konnte Habib Habibou erneut seine Torgefährlichkeit unter Beweis stellen, wobei ihm in sechs Spielen sieben Tore, davon zwei Hattricks, gelangen. Im belgischen Fußballpokal 2013/14 absolvierte er drei Partien für den SV Zulte Waregem, für den er zwei Tore erzielte, sowie ebenso drei Spiele für die KAA Gent, für die er allerdings torlos blieb. Mit dem Team schied er im Halbfinale ausgerechnet gegen seinen Ex-Klub aus Waregem in Westflandern, der erst im Finale knapp mit 0:1 gegen Sporting Lokeren verlor, aus.

### Über die französische Erstklassigkeit als Leihspieler in die Türkei
In der Saison 2014/15 absolvierte Habibou bis Ende August 2014 drei Ligaspiele. In seiner ersten Partie dieses Spieljahres, einem 3:1-Erfolg über seinen Ex-Klub Zulte Waregem, erzielte Habibou einen Treffer und bereitete einen weiteren für seine Teamkameraden vor. Bereits im Anfang Mai 2014 wurde über ein mögliches Interesse von Werder Bremen an dem gebürtigen Zentralafrikaner berichtet; dieses Gerücht eines Wechsels hielt sich auch noch im August desselben Jahres. Des Weiteren buhlten auch noch der Hamburger SV sowie der russische Topklub ZSKA Moskau um das mittlerweile 27-jährige Offensivtalent; von einer geschätzten Ablösesumme von drei Millionen Euro war dabei die Rede. Am letzten Tag des Transferfensters wechselte der Offensivakteur für eine kolportierte Ablösesumme in Höhe von 2,5 Millionen Euro zum französischen Erstligisten Stade Rennes, wo er einen Dreijahresvertrag unterzeichnete. Sein Pflichtspieldebüt bei den Franzosen gab er daraufhin am 20. September bei einer 0:3-Niederlage gegen Olympique Marseille, nachdem er am 13. September beim 1:1-Remis gegen Paris Saint-Germain erstmals uneingesetzt auf der Ersatzbank saß. Im Spiel gegen Marseille wurde der Mittelstürmer ab der 68. Spielminute für den französischen Nachwuchsnationalspieler Abdoulaye Doucouré eingewechselt.
Unter Philippe Montanier kam er daraufhin bis etwa Anfang Dezember vermehrt zu längeren Einsätzen, wobei er es bis dahin zu zwei Treffern und einer Vorlage gebracht hatte. Danach wurde der Zentralafrikaner zum Ersatzspieler degradiert und kam, wenn auch regelmäßig, fast ausschließlich nur mehr zu Kurzeinsätzen bzw. saß des Öfteren auch uneingesetzt auf der Ersatzbank. Lediglich in zwei Ligapartien setzte ihn Montanier bis zum Saisonende 2014/15, als Stade Rennes auf dem neunten Platz im Endklassement rangierte, noch über die volle Spieldauer ein. Insgesamt kam Habib Habibiou zu 26 Einsätzen in der Ligue 1, wobei er drei Treffer erzielte und eine Vorlage beisteuerte. Des Weiteren wurde er in zwei Partien der Coupe de France 2014/15 eingesetzt und saß beim Ausscheiden im Achtelfinale gegen AS Monaco ohne Einsatz auf der Bank. Außerdem kam er in allen drei Spielen von Stade Rennes in der Coupe de la Ligue 2014/15 zum Einsatz und schied mit dem Team hierbei im Viertelfinale gegen SC Bastia aus. Auch einen Einsatz in der B-Mannschaft des Vereins absolvierte der Offensivspieler in dieser Saison; bei einem 2:1-Erfolg über den Sablé FC erzielte er am 22. Februar 2015 einen Treffer. In der nachfolgenden Spielzeit 2015/16 wurde Habibou nicht mehr von Trainer Montanier für dessen Kaderbildung berücksichtigt und war den Großteil dieser Saison nicht im Kader des französischen Erstligisten. Nachdem er zwischen Ende August und Mitte September in zwei aufeinanderfolgenden Ligaspielen erstmals wieder ohne Einsatz auf der Ersatzbank saß, setzte ihn der Trainer am 4. Oktober 2015 bei einem 1:1-Remis gegen AS Monaco aber der 83. Minute als Ersatz für Pedro Henrique ein. Dies sollte sein einziger Einsatz für die Franzosen in dieser Saison sein; einzig in einer Coupe-de-la-Ligue-Begegnung saß er 2015/16 ein weiteres Mal ohne Einsatz auf der Ersatzbank.
Am 22. Januar 2016 wurde Habibous leihweiser Wechsel bis Saisonende zum türkischen Erstligisten Gaziantepspor bekanntgegeben. Bei den Türken kam er gleich zwei Tage später zu seinem Pflichtspieldebüt, als er bei der 2:3-Niederlage gegen Bursaspor in der 28. Minute für den verletzten Demba Camara, der an diesem Tag sein letztes Spiel für die Türken absolvierte, auf den Rasen kam und unter anderem eine Torvorlage beisteuerte. Auf in den beiden Ende Januar folgenden Spielen im türkischen Fußballpokal 2015/16 gegen Trabzonspor und Galatasaray Istanbul kam der Mittelstürmer zum Einsatz und erzielte bei der 1:3-Niederlage gegen Galatasaray und dem damit verbundenen Ausscheiden aus dem Turnier den einzigen Treffer seines Teams. In weiterer Folge agierte der Offensivmann unter Mutlu Topçu als Stammkraft, ehe er sich bei seinem vierten Ligaeinsatz, einem 2:2-Remis gegen Kayserispor, als er erstmals als Linksaußen auflief, einen Innenbandriss im Knie zuzog und nach 18 gespielten Minuten ausgewechselt werden musste. Daraufhin fiel er etwa mehr als einen Monat verletzungsbedingt aus und gab am 8. April 2016 sein Comeback in der Liga. Um den Spieler in der nachfolgenden Zeit noch etwas zu schonen, saß dieser des Öfteren ohne Einsatz auf der Bank. Während seiner Ausleihe zu Gaziantepspor gewann der Verein lediglich zweimal in 16 Ligapartien und stieg am Ende der Saison aus der Süper Lig ab.
Nach Ablauf der Leihe kam es bei Stade Rennes zu keinen weiteren Einsätzen von Habibou. Bis November 2017 war er wegen einer Verletzung nicht einsatzfähig, aber auch danach gehörte er lediglich bei zwei Spielen zum Spielkader, stand aber tatsächlich nicht auf dem Platz.

### RC Lens, Qatar SC, Petach Tikwa und SC Lokeren
Zum Februar 2018 wechselte Habibou innerhalb Frankreichs zum RC Lens, der seinerzeit in der Ligue 2, der zweithöchsten französischen Liga, spielte. Dort wurde er bald wieder im Kader berücksichtigt und stand in der zweiten Saisonhälfte dreizehn Mal auf dem Platz. In der Saison 2017/18 gehörte Habibou in den ersten drei Spielen wieder nicht zum Kader.
Er wechselte dann zum Qatar SC in Doha, Katar. Nach neun Spielen am Anfang für Qatar wurde Habibou ab dem Jahreswechsel 2017/18 nicht mehr bei den jeweiligen Spielkadern berücksichtigt. Nach Ablauf seines Vertrages fand er zunächst keinen Verein.
Mitte September 2018 unterschrieb er dann einen Vertrag mit einjähriger Laufzeit beim israelischen Verein Hapoel Petach Tikwa. Für eine weitere Saison wurde eine Verlängerungsoption vereinbart. Petach Tikwa spielte in dieser Saison in der Liga Leumit, der zweithöchsten israelischen Liga. Erneut stand er zu Saisonanfang auf dem Platz, diesmal für acht Spiele. Ab 30. Dezember 2018 fiel er wegen einer Fußoperation aus, so dass auch die Verlängerungsoption nicht in Anspruch genommen wurde.
Erneut fand er keinen Verein. Erst Ende September 2019 kam es mit dem belgischen Zweitligaverein SC Lokeren zu einer Vertragsvereinbarung für den Rest der Saison mit Verlängerungsoption um ein weiteres Jahr. Am 17. Januar 2020 wurde sein Vertrag durch Lokeren aufgelöst.

## Internationale Karriere
Aufgrund seiner Herkunft wäre Habibou für die zentralafrikanische Fußballnationalmannschaft spielberechtigt, könnte aufgrund seiner französischen Staatsangehörigkeit auch für die Équipe Tricolore spielen. Des Weiteren wurde auch über eine mögliche Einberufung in die belgische Nationalelf berichtet, an der sich der Stürmer als nicht abgeneigt zeigte. Obwohl er bisher, in der Hoffnung einmal in einer international besser gestellten Nationalmannschaft zu spielen, ein Angebot der zentralafrikanischen Nationalmannschaft ablehnte, wurde er für ein Qualifikationsspiel zur Afrikameisterschaft 2013 gegen Burkina Faso am 14. Oktober 2012 erstmals für die Zentralafrikanische Republik einberufen.
Nachdem er bei den nächsten Länderspielen nicht im Kader stand, war sein nächstes Länderspiel am 18. November 2018 im Rahmen der Qualifikationsspiele für den Afrika-Cup 2019 gegen Ruanda. Dabei schoss Habibou auch ein Tor. An der Endrunde des Turniers nahm die zentralafrikanische Republik nicht teil, nachdem sie in der Qualifikationsgruppe nur Platz 3 erreicht hatte.

## Erfolge
mit Steaua Bukarest
- 1× Vizemeister der Liga 1: 2007/08

mit SV Zulte Waregem
- 1× Vizemeister der ersten Division: 2012/13

## Trivia
- Er ist der Cousin der beiden französischen Fußballprofis Geoffrey und Evans Kondogbia.[20]
- Zu einem Eklat kam es am 30. Oktober 2010 bei einem Spiel des SV Zulte Waregem gegen Sporting Lokeren, als sich während des Spiels eine Ente am Spielfeld verirrte und dieses nicht mehr verlassen wollte, woraufhin Habibou das Tier einfing und unsanft über eine Werbeband warf, wobei das Tier allerdings nicht verletzt wurde. Dies brachte ihm in Folge den Spitznamen „Entenfänger von Zulte Waregem“ ein. Von dem niederländischen Komiker-Duo De Betweters wurde ihm dafür unter anderem der Titel Sloef van het Seizoen verliehen. Nachdem sich diverse Tierschutzorganisationen einschalteten und es sogar Morddrohungen gegen zentralafrikanisch-französischen Fußballprofi gab, entschuldigte sich dieser öffentlich für sein Verhalten.[22]